# Cas de Clichy
El cas de Clichy designa un seguit d'incidents que van ocórrer a Clichy-sur-Seine l'1 de maig de 1891.
L'1 de maig de 1891, dia de tiroteig de Fourmies, trenta manifestants van improvisar una desfilada de Levallois-Perret fins a Clichy, amb una bandera vermella al capdavant. Una mica abans de les tres de la tarda, quan es va enrotllar la bandera i els manifestants començaven a dispersar-se, el comissari Labussière va donar l'ordre d'apoderar de la bandera. En aquest incident es van intercanviar trets i alguns agents de policia van resultar lleugerament ferits. Immediatament, van ser detinguts tres anarquistes, incloent Louis Leveillé, que estava ferit per una bala. A la seva arribada a la comissaria, van ser sotmesos a una forta pallissa, fet que va revoltar als anarquistes.
En el judici del 28 d'agost del mateix any, l'advocat general Bulot demana la pena de mort contra un dels acusats. El veredicte va ser dur: Henri Louis Decamps condemnat a cinc anys de presó, Charles Auguste Dardare tres anys, i Louis Leveillé va ser absolt.
Eclipsat pel tiroteig de Fourmies, el cas és seguit amb més interès pels diaris anarquistes. El diari La Révolte valora l'actitud exemplar d'Henri Louis Decamps en el seu judici i la violència soferta pels seus companys. Sébastien Faure publica un fullet sobre els debats judicials titulat «L'anarquista en el Tribunal Penal».
La brutalitat policial i les condemnes són vistes com un desafiament pels anarquistes. Amb la complicitat d'alguns companys, Ravachol decideix revelar-se i va ser l'instigador de dos atacs contra els jutges involucrats en l'afer de Clichy.